# 郡山東バイパス
郡山東バイパス（こおりやまひがしバイパス）は、福島県郡山市を通る国道288号のバイパスである。

## 概要
- 起点：郡山市富久山町北小泉（福島県道73号二本松金屋線交点）
- 終点：郡山市西田町木村（郡山東部広域農道交点）
- 延長：3.5km[1]
- 計画幅員：14.0（25.0）m[2]

悪線形の狭隘区間であり、朝夕ラッシュ時の渋滞の激しい郡山市から田村郡三春町にかけての国道288号現道区間の円滑な交通の確保のため、また磐越自動車道郡山東インターチェンジへのアクセスのために事業化され、2000年3月29日に暫定2車線で開通した。

### 道路施設
西田大橋
- 全長：267.5m
  - 主径間：34.0m
- 幅員：7.0（12.25）m
- 形式：4径間鋼連続鈑桁橋×2（計8径間）
- 竣工：1998年
- 施工：高田機工・東日本鉄工[3]

郡山市西田町根木屋字野中から字竹之内に跨り、一級水系阿武隈川水系落合川と並行する郡山市道を渡る。建設当時は福島県県中建設事務所管内で最長の橋梁であった。橋桁は景観に配慮しベージュ色に塗装されている。総事業費は16億8700万円。
池ノ上橋
- 全長：15.4m
- 幅員：7.0（11.75）m
- 形式：PC単純プレテン床版桁橋
- 竣工：1998年度

郡山市西田町根木屋に位置し、郡山市道を渡る跨道橋である。現在は上り線側を用いた暫定2車線で供用されている。上り側総工費は2億7960万円。

### 途中交差する道路
- 福島県道73号二本松金屋線（起点　丁字路で分岐する取付道路を介する立体交差である）
- E49 磐越自動車道（郡山東IC）
- 郡山東部広域農道（終点　丁字路で分岐する取付道路を介する立体交差である。）

## 隣接するバイパス
（郡山方面）富久山バイパス - 郡山東バイパス - 三春西バイパス（大熊方面）